# Мачедония (окръг Тимиш)
Вижте пояснителната страница за други значения на Мачедония.
Мачедония (на румънски: Macedonia) е село в Окръг Тимиш, Румъния, община Чаково. Разположено е в южната част на окръг Тимиш, недалеч от границата със Сърбия.

## История
Селото се споменава за пръв път в документи от 1334 година като Макадония.